# Balanus aquila
Balanus aquila es una especie de percebe bellota en la familia Balanidae. Se encuentra frente a la costa de California de San Francisco a San Diego desde la parte inferior de la zona intermareal hasta profundidades de 18 m. Es presa de peces, estrellas de mar, y algunos caracoles carnívoros. Los peces también se rozan con los percebes para limpiarse de los parásitos.